# Glypta varianae
Glypta varianae är en stekelart som beskrevs av Dasch 1988. Glypta varianae ingår i släktet Glypta och familjen brokparasitsteklar. Inga underarter finns listade i Catalogue of Life.